# Isole Tremiti

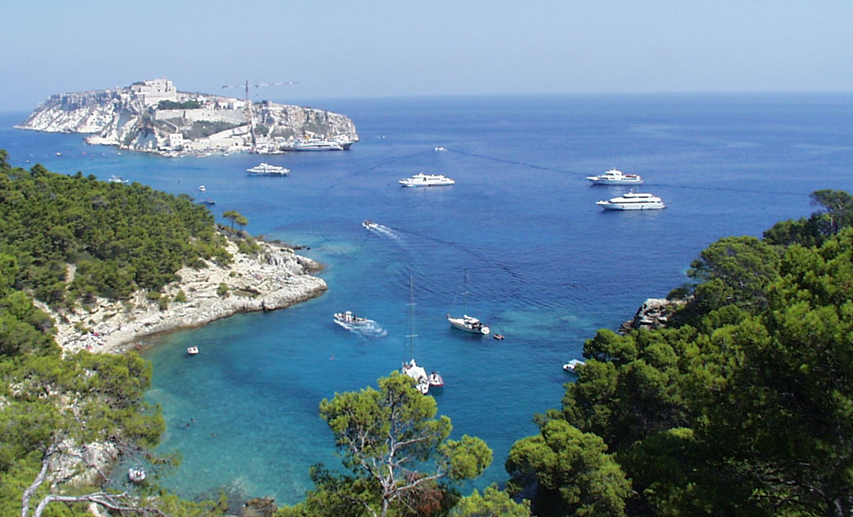
Tremiti-Inseln

Isole Tremiti ist eine süditalienische Gemeinde (comune) mit 494 Einwohnern (Stand: 31. Dezember 2023) auf dem Archipel der Tremiti-Inseln. Die Gemeinde ist Teil der Provinz Foggia in der Region Apulien. Der Sitz der Gemeindeverwaltung befindet sich auf der Insel San Nicola.

## Lage und Daten
Isole Tremiti liegt nördlich von Foggia im Adriatischen Meer. Die Gemeinde hat keine Nachbargemeinden. Zu der Gemeinde gehören die Inseln San Domino, San Nicola, Capraia (unbewohnt), Pianosa (unbewohnt) und Cretaccio (unbewohnt), die zugleich Ortsteile (frazioni) der Gemeinde bilden. Das Gemeindegebiet umfasst eine Fläche von 3,18 km². Auf der Insel San Nicola befindet sich der Heliport San Domino.

## Tourismus
Der Tourismus ist heute die Haupteinnahmequelle der Einwohner. Auf San Domino gibt es einen Sandstrand. Die Inseln gehören zum Nationalpark Gargano.
Sehr beliebt sind die Isole Tremiti auch bei Tauchern. Neben dem Meeresschutzgebiet, das die Insel umgibt, können gleich mehrere leicht zugängliche Unterwasserhöhlen ertaucht werden.